# Medlov (okres Olomouc)
Medlov (německy Meedl) je obec ležící v okrese Olomouc. Žije zde přibližně 1 700 obyvatel. Jeho katastrální území má rozlohu 3129 ha.

## Části obce
- Medlov
- Hlivice
- Králová
- Zadní Újezd

## Název
Název vesnice pravděpodobně pochází od starého medlý - "líný, pomalý". Jméno označovalo vesnici ležící u pomalu plynoucího vodního toku. Méně pravděpodobné je, že základem bylo osobní jméno Medl (stejného významového základu) a jméno vsi pak znamenalo "Medlův majetek". V nejstarším písemném dokladu (1131) je podoba Medlý újezdec.

## Historie
První písemná zmínka o obci pochází z roku 1131 (Medli ugezdec). Znakové privilegium udělil Medlovu král Vladislav Jagellonský dne 10. dubna 1502 a ve znaku měly být krojidlo a radlice, části pluhu, šikmo přes sebe ležící.

## Pamětihodnosti
- Kostel svatého Petra a Pavla – gotická památka

## Osobnosti
- Anton Schindler (1795–1864), hudebník a sekretář Ludwiga van Beethovena
- Franz Maneth (1843–1888), obecní starosta, zemský poslanec
- Wilhelm Raschendorfer (1837–1914), zemský poslanec